# اچ‌ام‌اس شلدریک (۱۸۰۶)
اچ‌ام‌اس شلدریک (۱۸۰۶) (به انگلیسی: HMS Sheldrake (1806)) یک کشتی بود که طول آن ۹۳ فوت (۲۸ متر) بود. این کشتی در سال ۱۸۰۶ ساخته شد.